# Costanilla de los Desamparados

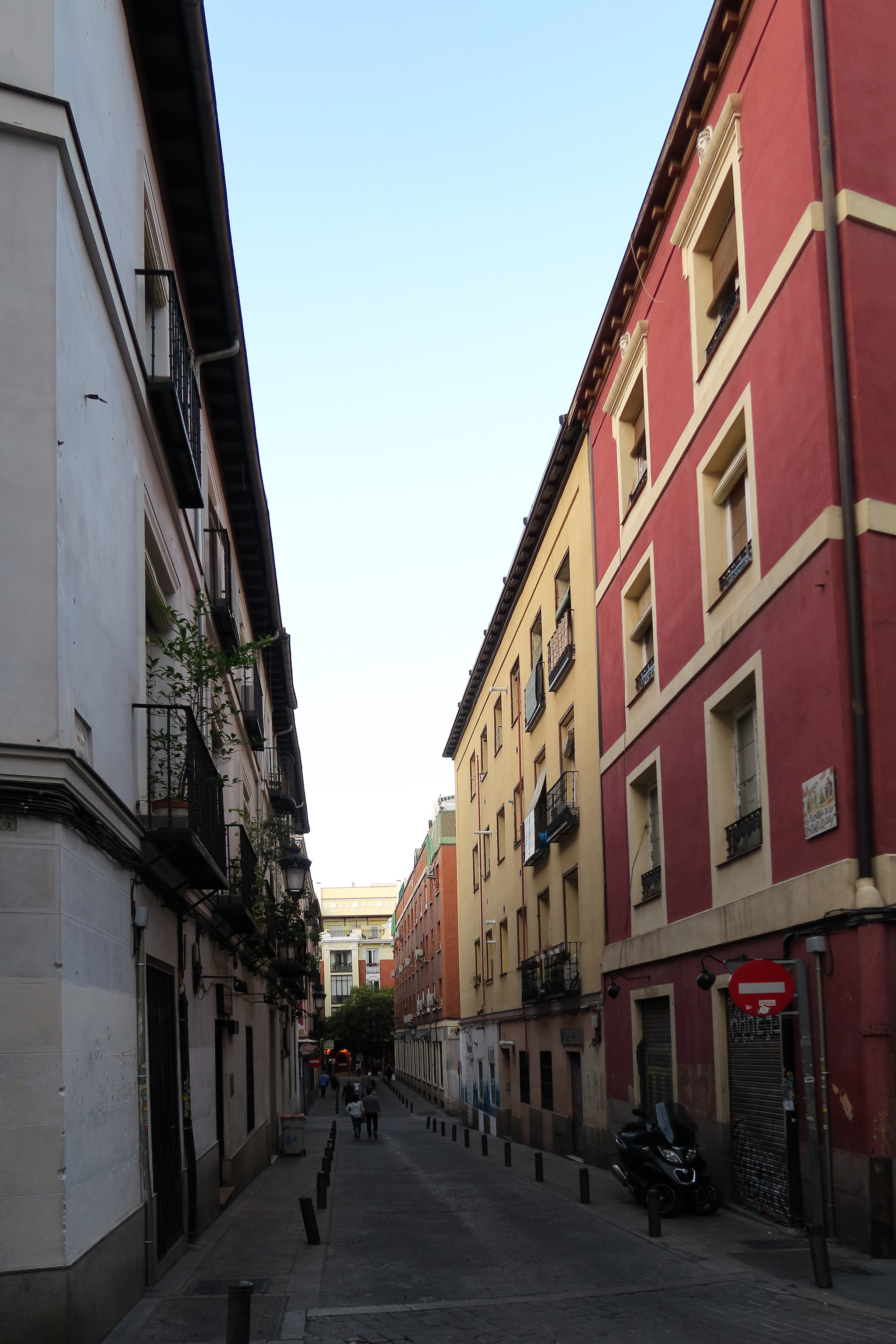
Costanilla de los desamparados desde la calle de Moratín (2016).

La costanilla de los Desamparados es una calle de Madrid en el barrio de Cortes (denominado también barrio de las Letras, barrio de las Musas y barrio de los comediantes). Como su título indica, se trata de una calle en pendiente que desde la calle de las Huertas va ascendiendo hasta la de Atocha, y que se une al paseo del Prado a través de la calle del Gobernador. Ya aparecía con ese nombre en los planos metropolitanos de Texeira (1656) y Espinosa (1769).

## Historia  y literatura
Tomó su nombre del Colegio de los Niños Desamparados fundado en 1596 en la esquina de esta costanilla con la calle de Atocha; edificio en el que también estuvo la imprenta de Juan de la Cuesta, responsable de la edición príncipe del Quijote.
Algunos cronistas madrileños dan noticia de que esta vía también llevó el nombre de calle o costanilla del Gobernador. Por su parte, cuenta Répide que en ella se encontraba en el siglo XIX y parte del XX el «extenso corralón» contiguo a la casa de socorro de la calle Fúcar, utilizado «como depósito en las recogidas de mendigos». Quizá ese fuera el origen de la costanilla evocada por Ramón María del Valle-Inclán en Luces de bohemia.
Menos trascendencia literaria pudo tener la novela de Eugenio Noel Los piratas de los barrios bajos o El crimen de la costanilla de los Desamparados (presentada al público como una aventura del detective Jaime London, rival de Sherlock Holmes) y publicada en la revista literaria El Libro Popular en abril de 1913.
No podía faltar la referencia en la obra galdosiana, siendo esta costanilla el domicilio improvisado del narrador y personaje del ciclo, Tito Liviano, en La Primera República, tomo IV de la quinta y última serie de los Episodios nacionales.

Como don Basilio dijese, entre otras cosas, que había gentío y tropas en el Congreso, abandoné corriendo la casa (costanilla de los Desamparados) para leer en la vía pública la página histórica. Esta no fue sangrienta, ni siquiera de mediana emoción. En la plaza de las Cortes me encontré a Rojo Arias, que me introdujo en el Congreso. Apenas di algunos pasos hacia el Salón de Conferencias, rodeado me vi de amigos que me refirieron el argumento de la ópera cómica cuya representación había empezado. En el despacho presidencial y en el de los Ministros hormigueaban los hombres públicos, y entre uno y otro departamento cruzábanse mensajes, recados y comisiones portadores de recetas y formulillas emolientes. Parte de la tropa requerida por Martos se agazapaba en el sótano, y otra parte permanecía en la calle, dispuestas a sostener lo que don Basilio llamaba el fanatismo del yo.

En la década de 1920 estuvo en esta calle la Escuela Normal de Madrid.